# アラン・ギルバート
アラン・タケシ・ギルバート（英語: Alan Takeshi Gilbert、1967年2月23日 - ）は、アメリカ合衆国の指揮者。

## 人物・来歴
1967年、ニューヨーク生まれ。父親がアメリカ人（ニューヨーク・フィルハーモニックの元ヴァイオリン奏者マイケル・ギルバート（Michael Gilbert））で、母親が日本人（同楽団ヴァイオリン奏者の建部洋子）のハーフ。妹のジェニファー・ギルバートもヴァイオリン奏者。
ニューイングランド音楽院でヴァイオリン、ハーバード大学で作曲、ジュリアード音楽院とカーティス音楽院で指揮を学んだ。タングルウッド音楽センターの指揮奨学生にも選出された。
ニュージャージー州のハドンフィールド交響楽団（Haddonfield Symphony）音楽監督、クリーブランド管弦楽団副指揮者を務める。1994年、ジュネーブ国際音楽コンクール指揮部門で優勝。このほかBunkamuraオーチャードホールの「未来の巨匠」賞、ゲオルク・ショルティ賞、シーヴァー・ナショナル財団指揮者賞を受賞。
2009-2010シーズンより、ニューヨーク・フィルハーモニックの音楽監督に就任、2018年まで同ポストを務めた。2018年4月、東京都交響楽団の首席客演指揮者に就任。2019年9月、NDRエルプフィルハーモニー管弦楽団（旧称 北ドイツ放送交響楽団）の首席指揮者に就任。

## 来日歴
- 1996年、1998年、2000年、2002年、2005年、2007年、NHK交響楽団に客演
- 1996年、1998年、札幌交響楽団に客演
- 2001年より、大友直人とともに国際教育音楽祭「ミュージック･マスターズ･コースinかずさ」を開催
- 2011年7月、2017年4月に、東京都交響楽団に客演
- 2018年7月、東京都交響楽団首席客演指揮者就任披露公演